# 索基里亞內區

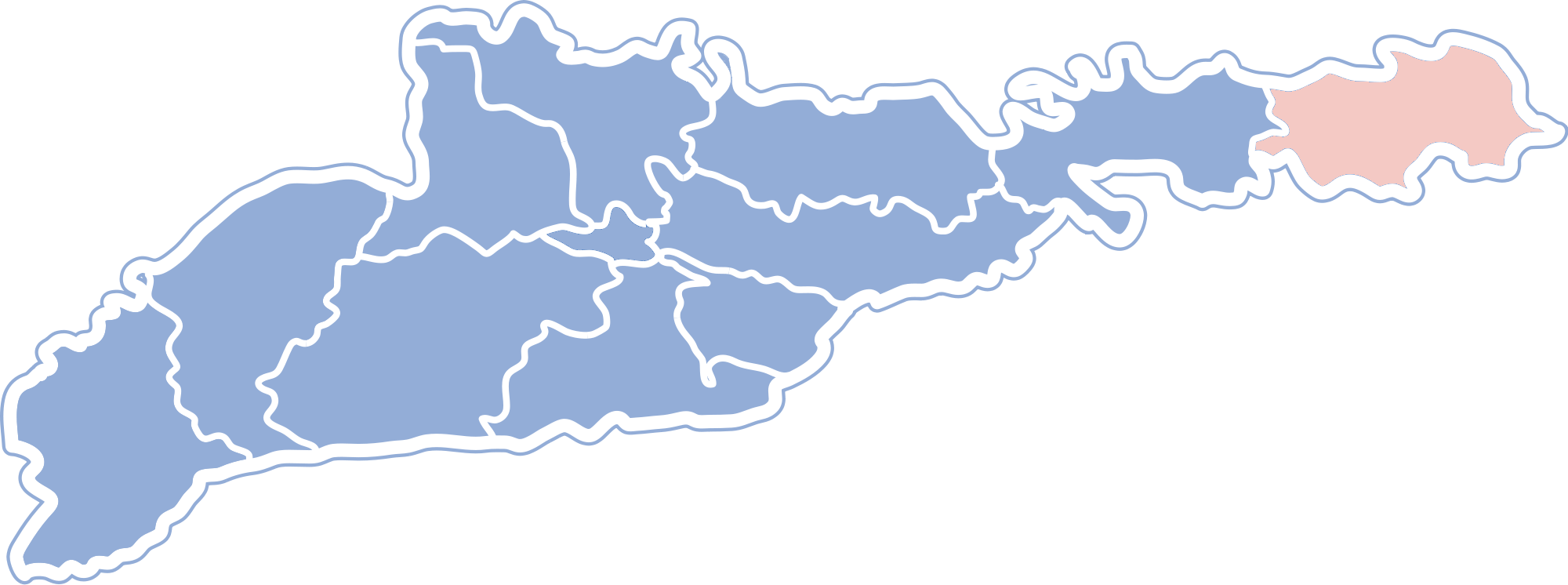

索基里亞內區（烏克蘭語：Сокирянський район）是位於烏克蘭西南部切爾諾夫策州的舊區，首府設於索基里亞內，並於2020年被撤銷。該區面積661平方公里，2015年人口43,764，人口密度每平方公里66.21人。